# Thuluth
Ne doit pas être confondu avec Cthulhu, Duluth ou Tortue luth.

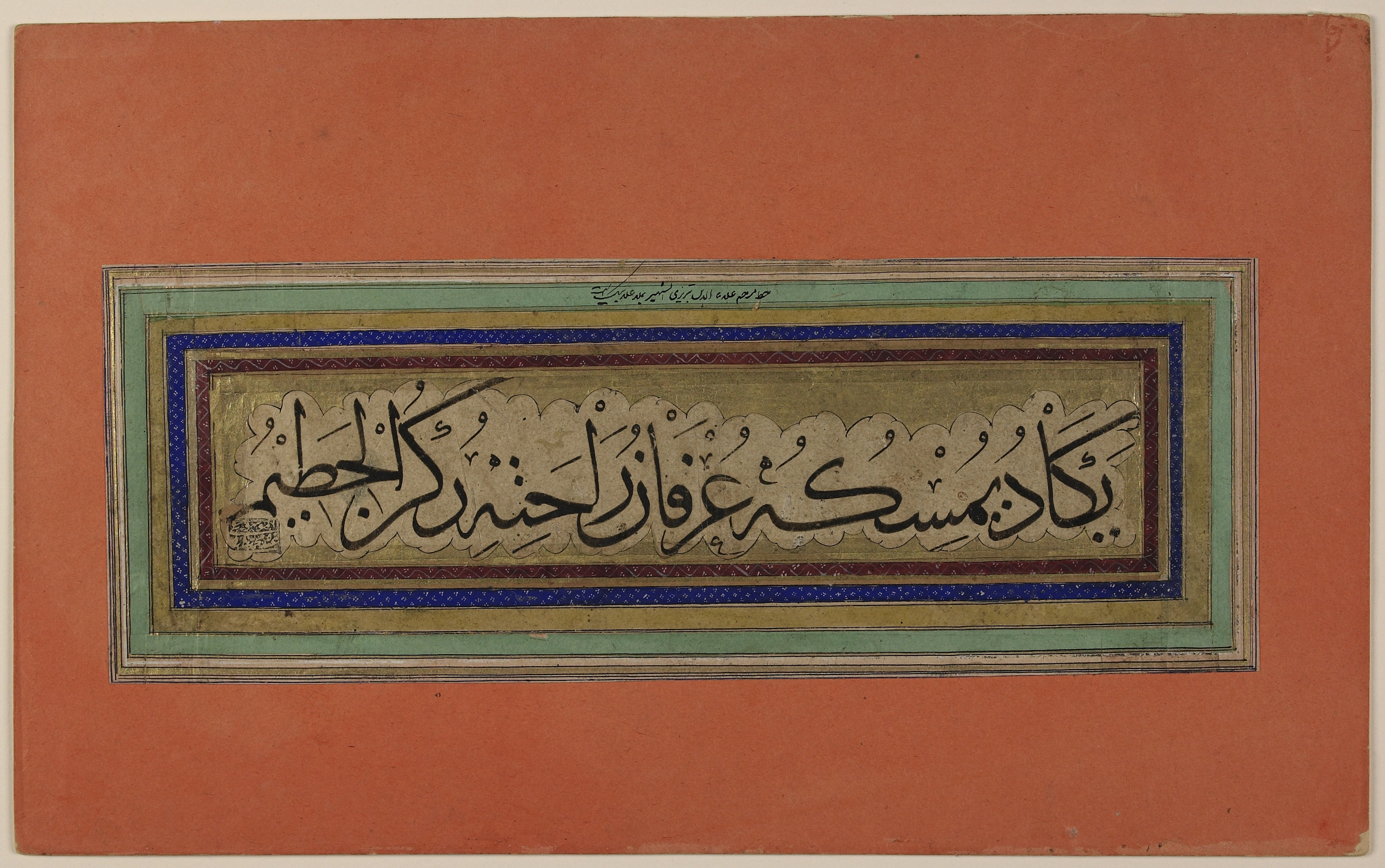
Prière islamique écrite en thuluth

Drapeau de l'Arabie saoudite aussi en thuluth

Le thuluth (ou soulouci) est l'un des six styles canoniques de la calligraphie arabe, Inventé par Ibn Muqla.
Il se caractérise par de hautes hampes (les lettres sont plus hautes que larges) avec sérif, et des diacritiques fins et très allongés.
C'est historiquement la troisième forme d'écriture monumentale, venant après le Kufi primitif et le Muhaqqaq médiéval, bien que le moyen âge soit une chronologie purement européenne.
Il est souvent utilisé pour les titres, conjointement à des textes en Rayhani dont il est une version à grand lettrage.

## Histoire
Selon les historiens d'art, la plus grande évolution du thuluth est apparue grâce aux Ottomans.
- La première "révolution" a eu lieu au XVe siècle par le maître calligraphe Şeyh Hamdullah[3],[4],

- La deuxième révolution a eu lieu avec le calligraphe ottoman Hâfız Osman au XVIIe siècle[5],[6],

- Finalement, Mehmed Şevkî Efendi à la fin du XIXe siècle lui a donné la forme reconnaissable que nous connaissons aujourd'hui[7],[8],[9].

## Usage
Le thuluth était utilisé pour les titres des sourates. Après le XVe siècle, le naskh ou le muhaqqaq sont exclusivement utilisés.
Ce caractère est encore employé pour écrire les devises, les épitaphes, les légendes et les inscriptions sur le bois ou sur le marbre.
On en fait principalement usage pour les versets du Coran tracés sur les murs intérieurs des mosquées, pour les inscriptions lapidaires, et les frontispices des manuscrits.

## Artiste
L'artiste le plus connu à avoir écrit en thuluth est probablement Mustafa Râkim (1757–1826), un peintre qui atteignit un niveau dans la calligraphie ottomane que d'aucuns[Qui ?] estiment ne jamais avoir été dépassé à ce jour.

## Traduction
Le terme  ثُلُثٌ  /θu.lu.θun/ vient de la racine arabe ثَلَثَ /θa.la.θa/, qui recouvre une idée générale de triple ou de tiers.
L'écriture est également désignée en arabe par ثُلُثِيٌّ /θu.lu.θij.jun/ (Soulouci), « dérivant de trois ». Noter que le Thā (initial et final) correspond au th anglais de think, d'où la transcription hésitante.
C'est en quelque sorte la « tierce écriture », mais le rapport au nombre trois n'est pas clair.
- Thuluth signifie usuellement « un tiers », peut-être parce que la ligne d'écriture a une pente descendante d'un tiers, ou que les verticales avancent d'un tiers[13].
- Une autre interprétation est que dans la diplomatique ottomane, cette forme d'écriture occupait en hauteur le tiers de la grande signature des Omeyyades[14].
- Le Thuluth peut être considérée comme une écriture triplée ou trois fois plus grosse, c'est le caractère que l'on emploie pour écrire les titres des livres. Il sert de lettres majuscules.
- Grammaticalement, thuluth peut également signifier « troisième » venant en complément de deux autres. On peut comprendre dans ce cas que c'est l'écriture monumentale venant après le Kufi primitif et le Muhaqqaq médiéval.

## Style

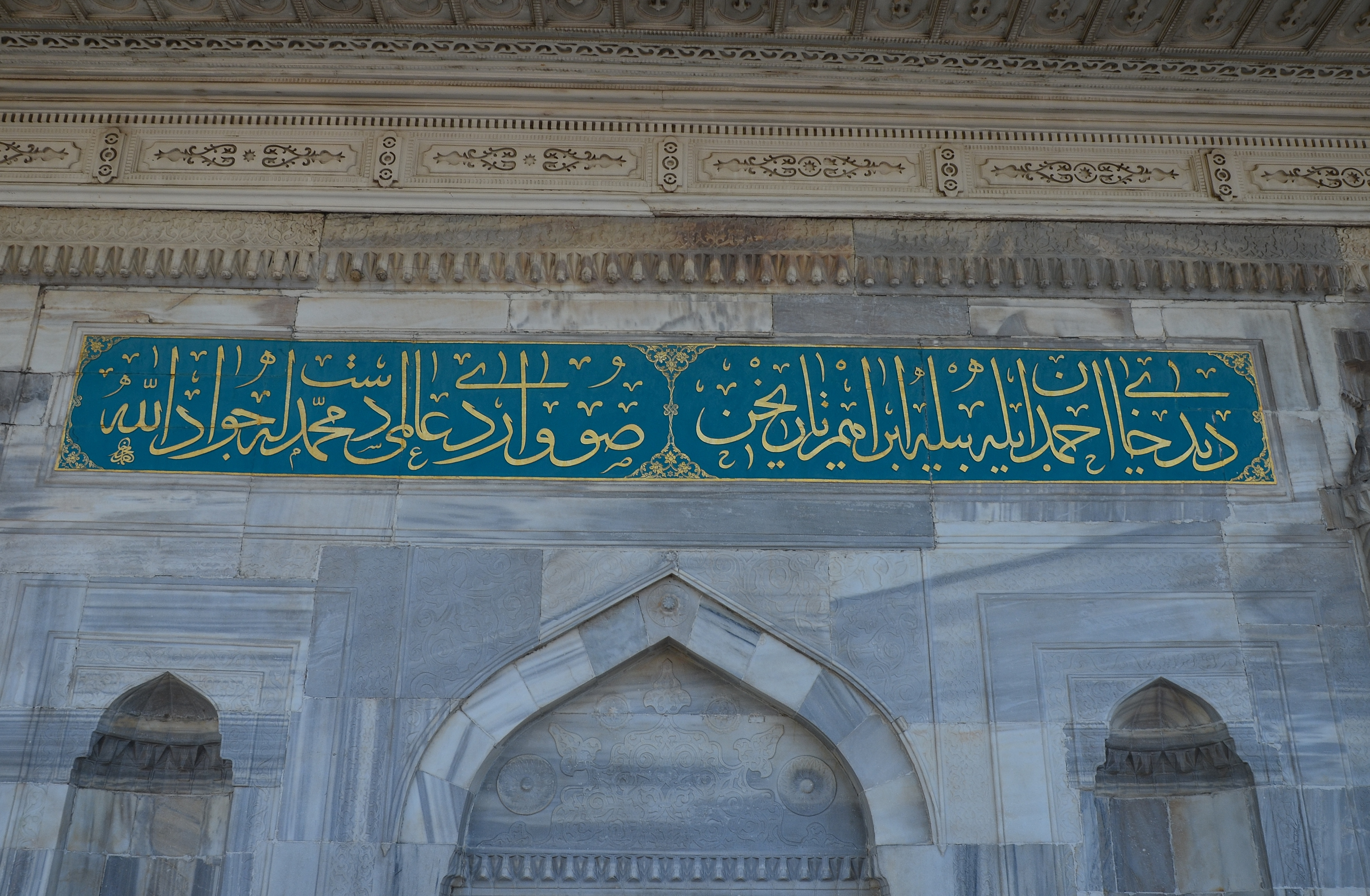
Inscription monumentale dans la fontaine de Ahmed III, Üsküdar, Istanbul.

Le thuluth, c'est-à-dire écriture triple ou trois fois plus grosse que l'écriture usuelle, atteint souvent des proportions gigantesques. Les mots s'y trouvent
enlacés les uns dans les autres. L'intervalle des lignes est souvent occupé par de légers traits, en or ou en couleur, qui suivent le contour des lettres, et parsemé de fleurs et autres ornements.
- Les points-voyelles, sont à la fois très longs à proportion de la grandeur du caractère, et extrêmement minces[10].
- Les hampes verticales sont coiffées d'un sérif (crochet pointant en bas à droite).
- Les lettres sont souvent entrelacées. Elles sont penchées vers l'avant, et la ligne d'écriture est descendante, chaque mot tendant à se glisser sous son successeur.
- Les lettres descendantes tendent à remonter en hameçon vers la ligne d'écriture (contrairement au muhaqqaq).

Ses traits, sans néanmoins manquer de grâce et de légèreté, sont gras et bien nourris, et les déliés y sont fortement prononcés.
Le Thuluth-jaryssy (ثلث جريسى), ou tsoulouls cursif,  est un caractère qui tient le milieu entre le Thuluth et le Jary. Il ne diffère du Thuluth qu'en ce que les lettres finales, comme dans le Jèry (جري), se placent au-dessus des mots, ce qui forme des enlacements qui ne manquent pas de grâce ; quelquefois même, au lieu d'une seule lettre, on en suscrit plusieurs. Il s'écrit un peu plus obliquement, et s'emploie pour les devises, les légendes et les épigraphes.
Le Yâqûtî (ياقوتى) diffère peu du Thuluth ; il est généralement plus maigre et plus allongé ; on l'employé au même usage , et on les confond souvent l'un avec l'autre.
Le nom de cette écriture lui a été donné parce que c'est Yaqut (ياقوت) qui en est l'inventeur.

## Styles dérivés
Le style riq'ah dérive probablement des styles thuluth et naskh. Ce dernier est lui-même dérivé du thuluth.